# Paolo Reyna
Paolo Alessandro Reyna Lea (Tacna, 13 de octubre de 2001) es un futbolista peruano. Juega como lateral izquierdo y su equipo actual es Universitario de Deportes de la Liga 1 del Perú. Es internacional con la Selección Peruana desde 2022.
Nacido y criado en la ciudad de Tacna, a los 16 años el Coronel Bolognesi accedió a disciplinarlo después de una rápida progresión a través del equipo de reservas del club, hizo su debut oficial con el primer equipo a los 17 años, en abril de 2017. Tras un buen inicio de su carrera, se estableció en Arequipa con el FBC Melgar. Al año siguiente se estableció como jugador fundamental para el club. Siguió una temporada más, en la que Reyna ha conseguido un buen ritmo a nivel internacional en la selección Peruana, producto de este mostrar este nivel ha hecho que para el 2025 fiche por Universitario de Deportes.

## Inicios
Paolo Alessandro Reyna Lea nació en el departamento de Tacna. Paolo se crio en una familia católica y en un hogar de condiciones medias. Comenzó a destacar entre sus compañeros de la Orcas FBC, su primer club. En 2014 pasa a formar parte del Club Leoncio Prado donde jugaría hasta la siguiente temporada. Al año siguiente, seguiría su carrera juvenil en el Mariscal Cáceres de Calana, luego de jugar por la Región Tacna en un Torneo Regional disputando las etapas finales y donde obtuvo buenos resultados. En 2017, el área de scouting del elenco arequipeño realizó una prueba para fichar por el Foot Ball Club Melgar y pasó a formar parte del club de Arequipa, la ciudad blanca. 

## Trayectoria
Jugó por el Mariscal Cáceres, donde luego sería fichado por el Coronel Bolognesi en mediados de 2016, pero fue en 2017 donde jugaría más partidos con el equipo, llegando hasta los cuartos de final de la Copa Perú 2017, siendo eliminado por Jose Carlos Mariategui de Picota.Mientras jugaba partidos amistosos frente a Alianza Lima y Sport Boys, fue observado por scouting de Melgar quienes conversaron con sus padres para que fiche por el elenco arequipeño.

### FBC Melgar
A finales del 2017 fue fichado por el Foot Ball Club Melgar, donde jugó su primer partido ante Ayacucho FC en 2019 de la mano de Jorge Pautasso, aquel año alternaría con Alexi Gomez, quien estaba pasando por una temporada irregular.
En 2020 logró consolidarse en el equipo, jugando 18 partidos y fue nominado a mejor jugador sub-21 de la Liga 1 2020.
En 2021 jugó 21 partidos en la Liga 1, y participó en la Copa Sudamericana 2021, donde fue considerado uno de los jugadores con más quites del torneo.En la temporada 2022 realizaría su mejor temporada con el elenco rojinegro. Participó en Copa Sudamericana 2022, llegando hasta semifinales, haciendo un gran torneo, de la mano del técnico argentino Néstor Lorenzo. Fue considerado como el mejor lateral izquierdo del torneo.
A mediados del 2022 recibió una oferta por el Club Atlético Independiente de Avellaneda; se ofreció 600 mil USD por el 100% del pase del jugador, el cual fue rechazado por la dirigencia arequipeña.En mayo del 2023 fue sondeado por el Club Atlético Talleres, por la posible venta del paraguayo Blas Riveros, venta que al final no se concretó. Luego de 6 temporadas con el plantel rojinegro a finales del 2024 queda como jugador libre al no renovar su contrato.

### Universitario de Deportes
El 2 de diciembre es oficializado como nuevo refuerzo de Universitario de Deportes por tres temporadas, para afrontar la Copa Libertadores 2025 y la Liga 1 2025.

## Selección nacional
Fue convocado por la Selección de fútbol sub-20 de Perú, donde fue sparring de la selección mayor. Fue parte de la lista provisional para la Copa América 2021, pero no fue convocado.
Fue convocado por primera vez para los amistosos de Perú contra Paraguay y Bolivia a jugarse en Lima y Arequipa. Hizo su debut oficial con la selección absoluta el 19 de noviembre de 2022 ante Bolivia.

## Clubes y estadísticas
Actualizado al 3 de noviembre de 2024.
| Club | Div.          | Temporada     | Liga  | Liga  | Liga    | Copas nacionales(1) | Copas nacionales(1) | Copas nacionales(1) | Copas internacionales(2) | Copas internacionales(2) | Copas internacionales(2) | Total | Total | Total  |
| Club | Div.          | Temporada     | Part. | Goles | Asist.. | Part.               | Goles               | Asist.              | Part.                    | Goles                    | Asist.                   | Part. | Goles | Asist. |
| --- | ------------- | ------------- | ----- | ----- | ------- | ------------------- | ------------------- | ------------------- | ------------------------ | ------------------------ | ------------------------ | ----- | ----- | ------ |
| Coronel Bolognesi · Perú                                                                                | 3.ª           | 2017          | 30    | 3     | 0       | Inexistentes        | Inexistentes        | Inexistentes        | Inexistentes             | Inexistentes             | Inexistentes             | 30    | 3     | 0      |
| Coronel Bolognesi · Perú                                                                                | Total club    | Total club    | 30    | 3     | 0       | 0                   | 0                   | 0                   | 0                        | 0                        | 0                        | 30    | 3     | 0      |
| FBC Melgar · Perú                                                                                       | 1.ª           | 2019          | 11    | 0     | 1       | 0                   | 0                   | 0                   | 0                        | 0                        | 0                        | 11    | 0     | 1      |
| FBC Melgar · Perú                                                                                       | 1.ª           | 2020          | 18    | 0     | 1       | Inexistentes        | Inexistentes        | Inexistentes        | 2                        | 0                        | 0                        | 20    | 0     | 1      |
| FBC Melgar · Perú                                                                                       | 1.ª           | 2021          | 21    | 1     | 2       | 1                   | 0                   | 0                   | 7                        | 0                        | 1                        | 29    | 1     | 3      |
| FBC Melgar · Perú                                                                                       | 1.ª           | 2022          | 37    | 2     | 5       | Inexistentes        | Inexistentes        | Inexistentes        | 13                       | 0                        | 0                        | 50    | 2     | 5      |
| FBC Melgar · Perú                                                                                       | 1.ª           | 2023          | 13    | 0     | 0       | Inexistentes        | Inexistentes        | Inexistentes        | 4                        | 0                        | 0                        | 17    | 0     | 0      |
| FBC Melgar · Perú                                                                                       | 1.ª           | 2024          | 27    | 1     | 2       | Inexistentes        | Inexistentes        | Inexistentes        | 0                        | 0                        | 0                        | 27    | 1     | 2      |
| FBC Melgar · Perú                                                                                       | Total club    | Total club    | 127   | 4     | 11      | 1                   | 0                   | 0                   | 26                       | 0                        | 1                        | 154   | 4     | 12     |
| Universitario de Deportes · Perú                                                                        | 1.ª           | 2025          | 0     | 0     | 0       | 0                   | 0                   | 0                   | 0                        | 0                        | 0                        | 0     | 0     | 0      |
| Universitario de Deportes · Perú                                                                        | Total club    | Total club    | 0     | 0     | 0       | 0                   | 0                   | 0                   | 0                        | 0                        | 0                        | 0     | 0     | 0      |
| Total carrera                                                                                           | Total carrera | Total carrera | 157   | 7     | 11      | 1                   | 0                   | 0                   | 26                       | 0                        | 1                        | 184   | 7     | 12     |
| (1)Incluye datos de la Copa Bicentenario. (2)Incluye datos de la Copa Sudamericana y Copa Libertadores. |               |               |       |       |         |                     |                     |                     |                          |                          |                          |       |       |        |

### Selecciones
| Selección                    | Temporada     | Amistosos | Amistosos | Amistosos | Sudamérica | Sudamérica | Sudamérica | Mundial | Mundial | Mundial | Total | Total | Total  | Media goleadora |
| Selección                    | Temporada     | Part.     | Goles     | Asist..   | Part.      | Goles      | Asist.     | Part.   | Goles   | Asist.  | Part. | Goles | Asist. | Media goleadora |
| ---------------------------- | ------------- | --------- | --------- | --------- | ---------- | ---------- | ---------- | ------- | ------- | ------- | ----- | ----- | ------ | --------------- |
| Sub-18 · Perú                | 2019          | 4         | 0         | 0         | —          | —          | —          | —       | —       | —       | 4     | 0     | 0      | 0.00            |
| Sub-18 · Perú                | Total         | 4         | 0         | 0         | 0          | 0          | 0          | 0       | 0       | 0       | 4     | 0     | 0      | 0.00            |
| Sub-20 · Perú                | 2020          | 3         | 0         | 0         | —          | —          | —          | —       | —       | —       | 3     | 0     | 0      | 0.00            |
| Sub-20 · Perú                | Total         | 3         | 0         | 0         | 0          | 0          | 0          | 0       | 0       | 0       | 3     | 0     | 0      | 0.00            |
| Adulta · Perú                | 2022          | 1         | 0         | 0         | —          | —          | —          | —       | —       | —       | 1     | 0     | 0      | 0.00            |
| Adulta · Perú                | 2024          | 0         | 0         | 0         | 0          | 0          | 0          | —       | —       | —       | 0     | 0     | 0      | 0.00            |
| Adulta · Perú                | Total         | 1         | 0         | 0         | 0          | 0          | 0          | 0       | 0       | 0       | 1     | 0     | 0      | 0.00            |
| Total carrera                | Total carrera | 8         | 0         | 0         | 0          | 0          | 0          | 0       | 0       | 0       | 8     | 0     | 0      | 0.00            |
| (1) Incluye los partidos del |               |           |           |           |            |            |            |         |         |         |       |       |        |                 |

## Palmarés

### Torneos nacionales
| Título          | Club            | País | Año  |
| --------------- | --------------- | ---- | ---- |
| Torneo Apertura | F. B. C. Melgar | Perú | 2022 |
| Torneo Apertura | Universitario   | Perú | 2025 |

### Distinciones individuales
| Distinción                                     | Año  |
| ---------------------------------------------- | ---- |
| Nominado a jugador sub-21 del año de la Liga 1 | 2020 |